# ヴィルヘルム (ザクセン＝ヴァイマル公)

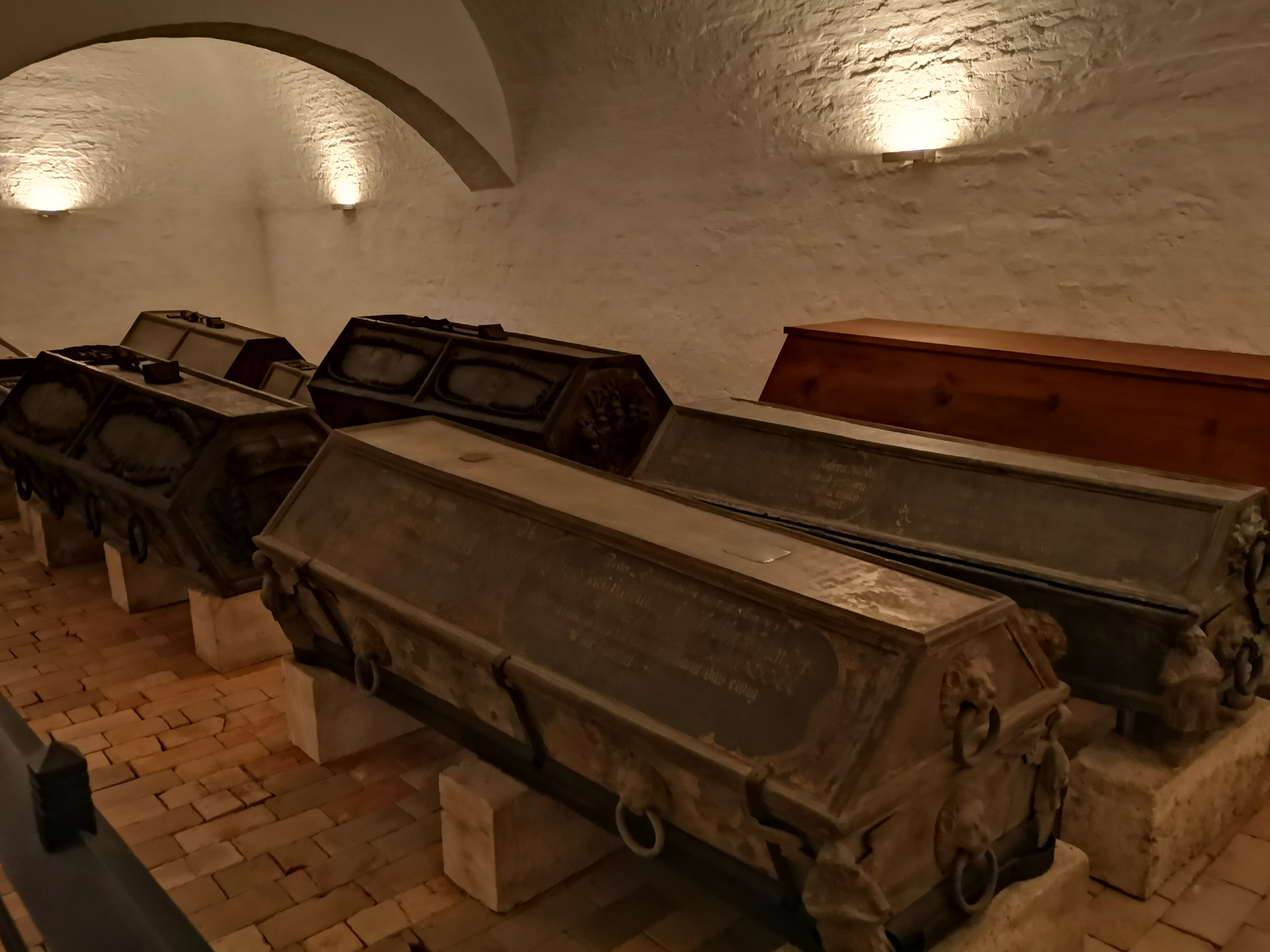
ヴィルヘルムの棺（前方左側）

ヴィルヘルム（ドイツ語：Wilhelm, 1598年4月11日 - 1662年5月17日）は、ザクセン＝ヴァイマル公（在位：1620年 - 1662年）。ヴィルヘルム4世（Wilhelm IV.）ともいわれる。

## 生涯
ヴィルヘルムはザクセン＝ヴァイマル公ヨハン2世と、その妃でアンハルト侯ヨアヒム・エルンストの娘ドロテア・マリアとの間に生まれた。ヴィルヘルムと双子で生まれた息子は出産時に死去し3日後にアルテンブルクの城内教会に葬られた。兄にザクセン＝ヴァイマル公ヨハン・エルンスト1世およびフリードリヒ、弟にアルブレヒト、ヨハン・フリードリヒ、エルンスト1世およびベルンハルトがおり、ともに実りを結ぶ会の創立メンバーの一員となった。
兄のヨハン・エルンスト1世およびフリードリヒと同様、イェーナ大学で学んだ。その後兄フリードリヒと共にグランドツアーに出かけた。グランドツアーは1617年8月末に開始し、フランス、イギリスおよびネーデルラントを訪れ、1619年に帰国した。
グランドツアーに旅立つ少し前の1617年8月24日、実りを結ぶ会が発足した。ヴィルヘルムもこれに参加し、1651年に第2代会長となった。「魅力的な人（der Schmackhafte）」という名を与えられ、「スズメバチと木からぶら下がっているナシ」のエンブレムを用いた。
23歳の時、友人らとともに「不変騎士団（Orden der Beständigkeit）」を創設した。また、1622年と1623年の変わり目に階級と信教の自由を守るために愛国協会であるドイツ・フリードバンドを設立した。この協会はアンハルト＝ケーテン侯ルードヴィヒ1世から莫大な資金援助を受けていた。
三十年戦争の初期に、ヴィルヘルムは兄たちと共にボヘミア戦争に参加し、エルンスト・フォン・マンスフェルトおよびバーデン＝デュルラハ辺境伯ゲオルク・フリードリヒの下で大佐として戦った。後にハルバーシュタット司教クリスティアン・フォン・ブラウンシュヴァイク＝ヴォルフェンビュッテルのもと将軍に昇進した。
スウェーデン王グスタフ2世アドルフが上陸した後、ヴィルヘルムがグスタフ2世を早くから支援したことは、ヴィルヘルムの昇進にとって非常に有利に働いた。しかしアドルフ2世の死後スウェーデン宰相アクセル・オクセンシェルナは、ヴィルヘルムが軍事的に無能であると繰り返し示し、クローナハ包囲戦における勝手な振る舞いとその結果失敗に終わったことを理由に、ヴィルヘルムが中将として指揮を執ることを妨げた。ヴィルヘルムがフランコニアで召集した連隊は、弟ベルンハルト・フォン・ザクセン＝ヴァイマルの指揮下に置かれ、レーゲンスブルクの戦いに参加した。したがって、ヴィルヘルムが1635年にザクセン選帝侯と皇帝側としてスウェーデンに対するプラハ条約に加わったことは驚くに当たらない。
1641年に領地が分割されたとき、ヴァイマルとイェーナなどはヴィルヘルムのものとなり、1644年12月20日にアルブレヒトが死去した後にはアイゼナハもヴィルヘルムの領地となった。
1650年1月7日、伯父で実りを結ぶ会の会長であったアンハルト＝ケーテン侯ルートヴィヒ1世が死去した時、実りを結ぶ会の会員はウィルヘルムがルートヴィヒ1世の後継者となることに同意した。喪に服した後、ヴィルヘルムは1651年5月8日に終身の新会長に選出された。
ヴィルヘルムは、1662年5月17日にヴァイマルにおいてエルネスティネ家の長老として64歳で死去した。ヴィルヘルムはヴァイマルの城内教会に新しく建てられた地下室に埋葬された。1824年、ヴィルヘルムの棺はヴァイマルの墓地に運ばれ、公爵家の霊廟に埋葬された。

## 子女

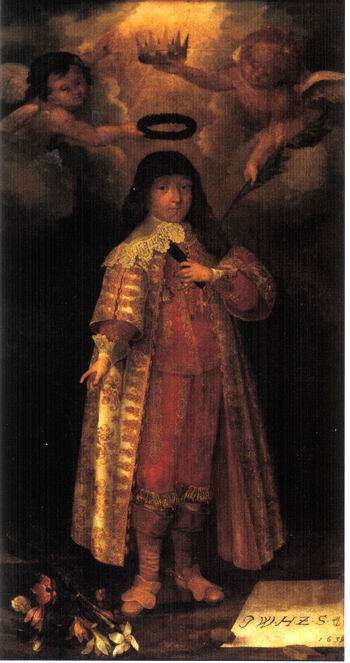
次男ヨハン・ヴィルヘルム

1625年5月23日、ヴィルヘルムはアンハルト＝デッサウ侯ヨハン・ゲオルク1世の娘エレオノーレ・ドロテアと結婚し、9子をもうけた。
- ヴィルヘルム（1626年）
- ヨハン・エルンスト2世（1627年 - 1683年） - ザクセン＝ヴァイマル公
- ヨハン・ヴィルヘルム（1630年 - 1639年）
- アドルフ・ヴィルヘルム（1632年 - 1668年） - ザクセン＝アイゼナハ公
- ヨハン・ゲオルク1世（1634年 - 1686年） - ザクセン＝アイゼナハ公
- ヴィルヘルミネ・エレオノーレ（1636年 - 1653年）
- ベルンハルト（1638年 - 1678年） - ザクセン＝イェーナ公
- フリードリヒ（1640年 - 1656年）
- ドロテア・マリア（1641年 - 1675年） - ザクセン＝ツァイツ公モーリッツと結婚